# Nephodia incoloraria
Nephodia incoloraria är en fjärilsart som beskrevs av Achille Guenée 1858. Nephodia incoloraria ingår i släktet Nephodia och familjen mätare. Inga underarter finns listade i Catalogue of Life.